# Oegoconia caradjai
Oegoconia caradjai é uma espécie de insetos lepidópteros, mais especificamente de traças, pertencente à família Autostichidae.
A autoridade científica da espécie é Popescu-Gorj & Capuse, tendo sido descrita no ano de 1965.
Trata-se de uma espécie presente no território português.